# سیارک ۳۰۴۴۳
سیارک ۳۰۴۴۳ (به انگلیسی: 30443 Stieltjes، نامگذاری:2000NR) سی هزار و چهارصد و چهل و سومین سیارک کشف شده‌است که در ۳ ژوئیه ۲۰۰۰ کشف شد.